# Мухаммад I (султан Маринидов)
Мухаммад I ибн Абд аль-Хакк (ум. 1244) — третий маринидский султан Марокко.

## Биография
Мухаммад был сыном основателя династии Маринидов Абд аль-Хакка I и братом Усмана I.
Мухаммад продолжил сражаться с Альмохадами, особенно напряженные бои велись вокруг города Мекнеса.
В 1244 году он был убит во время битвы офицером его христианского ополчения. Преемником Мухаммада стал его брат Абу Яхья Абу Бакр.